# Сидорково (железнодорожная станция, Максатихинский район)
Сидорково — железнодорожная станция в Максатихинском районе Тверской области. Входит в состав Зареченского сельского поселения.

## География
Находится в северо-восточной части Тверской области на расстоянии приблизительно 7 км по прямой на восток от районного центра поселка Максатиха у железнодорожной линии Бологое-Рыбинск.

## История
Станция как объект железной дороги открыта была в 1870 году. Название дано по ближайшей деревне. Показана как населенный пункт только на карте 1978 года.

## Население
Численность населения: 7 человек (русские 100 %) в 2002 году, 0 в 2010.